# Frente de Juventudes
Die Spanische Jugendfront oder ausführlich Nationale Delegation der Jugendfront (Spanish: Delegación Nacional del Frente de Juventudes) war eine politisch-administrative Organisation, die 1940 in Spanien gegründet wurde als autonome Jugendgruppe der FET y de las JONS, der einzigen zugelassenen politischen Partei während der Diktatur von General Franco (1936–1975).
Die Jugendfront wurde gegründet, um die jungen Spanier nach den Grundsätzen des so genannten Movimiento Nacional zu formen und politisch zu indoktrinieren, dem Zusammenschluss politischer und sozialer Kräfte, die den Militärputsch gegen die Zweite Spanische Republik unterstützten, aus dem der Spanische Bürgerkrieg hervorging, mit dem Franco die Macht übernahm.
Vor der Gründung Jugendfront hatten eine Reihe von Parteien, die den Putsch unterstützten, Jugendvereine. Zu diesen zählten insbesondere die „Pelayos“, eine Gruppe traditionalistischer Jugendlicher; die „Balillas“, wie die Jugendorganisation der spanischen Falange zuerst hieß; und de las JONS, die gemäß des spanischen Vereinigungsdekrets von 1937 in „Organizaciones Juveniles“ (OOJJ, deutsch: Jugendorganisationen) umbenannt wurde und deren zweiter und letzter Delegierter bis 1940 Sancho Dávila war. Mit der Gründung der Jugendfront wurden all diese Vereine aufgelöst und in die Jugendfront integriert. Das Vereinigungsdekret hatte auf politischer Ebene bereits die Falangisten und die Carlisten zu einer neuen Partei zusammengeschlossen hatte, der Falange Española Tradicionalista y de las Juntas de Ofensiva Nacional Sindicalista (FET y de las JONS). Da alle anderen Parteien zur gleichen Zeit für aufgelöst erklärt wurden, wurde die FET zur einzigen legalen Partei im nationalistischen Spanien.
Mit der Entwicklung des Franquismus passte die Jugendfront ihre Ziele und ihre Zusammensetzung an die politischen Wechselfälle des Regimes an. Im November 1961 wurde eine wesentlich weniger kriegerische Bezeichnung bevorzugt und die Jugendfront in die Nationale Delegation der Jugend umbenannt. Im Januar 1970, im Zuge einer großen Neuordnung durch den Generalsekretär der Bewegung, des höchsten Organs des politischen Regimes, ändert sie ihren Namen in Nationale Delegation der Jugend. Dieser Name bleibt bis zum Ende des Regimes im Jahre 1977 bestehen.
1980 starb Juan Ignacio González, eine leitende Person im fortbestehenden Umfeld der Organisation, bei einem Attentat in Madrid. Der Verdacht fiel auf eine maoistische Gruppe, doch konnte der Fall nicht aufgeklärt werden.